# Halicyclops lindbergi
Halicyclops lindbergi is een eenoogkreeftjessoort uit de familie van de Halicyclopidae. De wetenschappelijke naam van de soort werd in 1995 voor het eerst geldig gepubliceerd door Carlos Eduardo Falavigna da Rocha.